# Unione Sportiva Gavinovese 1973-1974
Questa voce raccoglie le informazioni riguardanti l'Unione Sportiva Gavinovese nelle competizioni ufficiali della stagione 1973-1974.

## Rosa
| N. |                   | Ruolo | Calciatore        |
| -- | ----------------- | ----- | ----------------- |
|    | Italia (bandiera) | D     | Sandro Aimone     |
|    | Italia (bandiera) | D     | Bruno Avere       |
|    | Italia (bandiera) |       | Borri             |
|    | Italia (bandiera) | P     | Carlo Chiaravalle |
|    | Italia (bandiera) |       | Di Fabio          |
|    | Italia (bandiera) | P     | Gianni Gennari    |
|    | Italia (bandiera) | A     | Mauro Giacomelli  |
|    | Italia (bandiera) | C     | Orazio Gittone    |
|    | Italia (bandiera) | C     | Raoul Mannino     |
|    | Italia (bandiera) | A     | Umberto Mosca     |

| N. |                   | Ruolo | Calciatore            |
| -- | ----------------- | ----- | --------------------- |
|    | Italia (bandiera) | D     | Pietro Nervi          |
|    | Italia (bandiera) | C     | Mario Pacciani        |
|    | Italia (bandiera) | A     | Giandelfino Pedemonte |
|    | Italia (bandiera) | A     | Bruno Rinaldi         |
|    | Italia (bandiera) | C     | Giovanni Schiesaro    |
|    | Italia (bandiera) | D     | Manlio Sobrero        |
|    | Italia (bandiera) | C     | Silvano Toccacieli    |
|    | Italia (bandiera) | A     | Nerio Ulivieri        |
|    | Italia (bandiera) | C     | Carlo Unere           |
|    | Italia (bandiera) | C     | Wladimiro Zunino      |